# St. Regis Park (Kentucky)
St. Regis Park es una ciudad ubicada en el condado de Jefferson en el estado estadounidense de Kentucky. En el Censo de 2010 tenía una población de 1454 habitantes y una densidad poblacional de 1.594,87 personas por km².

## Geografía
St. Regis Park se encuentra ubicada en las coordenadas 38°13′43″N 85°37′1″O / 38.22861, -85.61694. Según la Oficina del Censo de los Estados Unidos, St. Regis Park tiene una superficie total de 0.91 km², de la cual 0.91 km² corresponden a tierra firme y (0%) 0 km² es agua.

## Demografía
Según el censo de 2010, había 1454 personas residiendo en St. Regis Park. La densidad de población era de 1.594,87 hab./km². De los 1454 habitantes, St. Regis Park estaba compuesto por el 97.52% blancos, el 1.31% eran afroamericanos, el 0.07% eran amerindios, el 0.34% eran asiáticos, el 0% eran isleños del Pacífico, el 0.28% eran de otras razas y el 0.48% pertenecían a dos o más razas. Del total de la población el 1.51% eran hispanos o latinos de cualquier raza.